# دوزداغ
دوزداغ (به لاتین: Düzdağ) منطقه‌ای مسکونی در جمهوری آذربایجان است که در شهرستان یولاخ واقع شده است.